# Convocazioni alla Coppa panamericana femminile di pallavolo 2019
Elenco delle giocatrici convocate per la Coppa panamericana 2019.

## Argentina
| N° | Nome               | Ruolo | Data di nascita  | Squadra                   |
| -- | ------------------ | ----- | ---------------- | ------------------------- |
| -  | Hernán Ferraro     | All   | 13 maggio 1968   | -                         |
| 1  | Elina Rodríguez    | S     | 11 febbraio 1997 | Imoco                     |
| 3  | Yamila Nizetich    | S     | 27 gennaio 1989  | AGIL                      |
| 4  | Daniela Bulaich    | S     | 5 settembre 1997 | San Lorenzo               |
| 5  | Lucía Fresco       | O     | 14 maggio 1991   | Boca Juniors              |
| 6  | Erika Mercado      | O     | 27 febbraio 1992 | San Lorenzo               |
| 8  | Victoria Michel    | C     | 1º luglio 1999   | San Lorenzo               |
| 9  | Tatiana Vera       | P     | 26 marzo 1993    | Haro                      |
| 11 | Julieta Lazcano    | C     | 25 luglio 1989   | Paranaense                |
| 12 | Tatiana Rizzo      | L     | 30 dicembre 1986 | Boca Juniors              |
| 15 | Antonela Fortuna   | S     | 10 maggio 1995   | Újpest                    |
| 16 | Camila Hiruela     | S     | 1º febbraio 1997 | Circolo Sportivo Italiano |
| 17 | Candelaria Herrera | C     | 28 gennaio 1999  | Iowa State                |
| 18 | Valentina González | L     | 23 febbraio 1998 | Estudiantes               |
| 20 | Valentina Galiano  | P     | 12 agosto 1989   | Boca Juniors              |

## Canada
| N° | Nome                | Ruolo | Data di nascita  | Squadra          |
| -- | ------------------- | ----- | ---------------- | ---------------- |
| -  | Thomas Black        | All   |                  | Georgia          |
| 1  | Jessica Niles       | L     | 14 luglio 1993   | ASKÖ Linz-Steg   |
| 3  | Kiera Van Ryk       | S     | 6 gennaio 1999   | British Columbia |
| 4  | Kyla Richey         | S     | 20 giugno 1989   | San Martín       |
| 5  | Danielle Smith      | P     | 29 aprile 1990   | Târgoviște       |
| 8  | Alicia Ogoms        | C     | 2 aprile 1994    | Kalisz           |
| 9  | Alexa Gray          | S     | 7 agosto 1994    | Casalmaggiore    |
| 11 | Andrea Mitrovic     | S     | 3 giugno 1999    | Arizona State    |
| 12 | Jennifer Cross      | C     | 4 luglio 1992    | Marica           |
| 13 | Brie O'Reilly       | P     | 24 gennaio 1998  | Trinity Western  |
| 16 | Shainah Joseph      | O     | 15 maggio 1995   | Top Speed        |
| 17 | Kristen Moncks      | L     | 31 luglio 1992   | Kuusamon         |
| 19 | Marie-Alex Bélanger | S     | 13 aprile 1993   | Chamalières      |
| 20 | Alicia Perrin       | C     | 1º giugno 1992   | San Martín       |
| 23 | Emily Maglio        | C     | 13 novembre 1996 | Hawaii           |

## Colombia
| N° | Nome                  | Ruolo | Data di nascita   | Squadra         |
| -- | --------------------- | ----- | ----------------- | --------------- |
| -  | Antonio Rizola        | All   |                   | -               |
| 1  | Darlevis Mosquera     | C     | 23 giugno 2000    | Bolívar         |
| 3  | Dayana Segovia        | O     | 24 marzo 1996     | São Caetano     |
| 5  | Ana Karina Olaya      | S     | 12 settembre 2002 | Valle del Cauca |
| 6  | Valerín Carabalí      | C     | 25 ottobre 2000   | Újpest          |
| 9  | Juliana Toro          | L     | 29 gennaio 1995   | Antioquia       |
| 12 | Ivonne Montaño        | O     | 12 novembre 1995  | Mougins         |
| 13 | Camila Gómez          | L     | 6 luglio 1995     | Texas A&M       |
| 14 | Angie Velásquez       | P     | 13 giugno 2000    | Cundinamarca    |
| 15 | María Alejandra Marín | P     | 4 novembre 1995   | São Caetano     |
| 16 | Melissa Rangel        | C     | 16 ottobre 1994   | Logroño         |
| 18 | Margarita Martínez    | S     | 19 maggio 1995    | Mougins         |
| 19 | Amanda Coneo          | S     | 20 dicembre 1996  | CUS Torino      |
| 20 | Verónica Pasos        | O     | 15 giugno 1996    | Antioquia       |
| 21 | Danna Escobar         | O     | 25 gennaio 1994   | Sayre Mayser    |

## Cuba
| N° | Nome              | Ruolo | Data di nascita   | Squadra          |
| -- | ----------------- | ----- | ----------------- | ---------------- |
| -  | Leivis García     | All   |                   | -                |
| 1  | Claudia Hernández | S     | 9 gennaio 1997    | Ciudad Habana    |
| 3  | Yensy Kindelán    | C     | 26 dicembre 2003  | Ciego de Ávila   |
| 4  | Lianny Tamayo     | L     | 30 aprile 1999    | Las Tunas        |
| 7  | Odaimis Leliebre  | P     | 16 gennaio 2001   | Cienfuegos       |
| 8  | Diaris Pérez      | S     | 16 novembre 1998  | Alianza Lima     |
| 11 | Gretell Moreno    | P     | 30 gennaio 1998   | Granma           |
| 14 | Jessica Aguilera  | C     | 25 maggio 1999    | Ciudad Habana    |
| 15 | Danieisy Poll     | S     | 19 settembre 2002 | Las Tunas        |
| 18 | Melanies Arcia    | C     | 25 dicembre 2000  | Camagüey         |
| 19 | Laura Suárez      | C     | 13 dicembre 1998  | Alianza Lima     |
| 20 | Greisy Finé       | O     | 21 luglio 1999    | Santiago de Cuba |
| 22 | Evilania Martínez | S     | 11 gennaio 2000   | Camagüey         |

## Guatemala
| N° | Nome            | Ruolo | Data di nascita  | Squadra    |
| -- | --------------- | ----- | ---------------- | ---------- |
| -  | David Aldana    | All   |                  | -          |
| 1  | Paula Rivas     | L     | 5 aprile 1997    | Sanarateca |
| 3  | Aury Álvarez    | C     | 3 novembre 1994  | Sanarateca |
| 4  | Rut Gómez       | S     | 24 aprile 1991   | Völsungur  |
| 5  | Nadia Galán     | S     | 5 novembre 1993  | Sanarateca |
| 6  | Christel García | O     | 31 agosto 1998   | Tellioz    |
| 8  | Karen Alvarado  | C     | 10 agosto 1998   | Sanarateca |
| 9  | Sabrina Salcedo | S     | 17 febbraio 1999 | Zoom       |
| 10 | Treicy Mendoza  | C     | 8 ottobre 2000   | Aguilas    |
| 11 | Ada Villalobos  | O     | 15 maggio 1994   | Zoom       |
| 12 | Jessica Caal    | P     | 12 febbraio 1998 | Zoom       |
| 15 | Diana Barillas  | S     | 23 marzo 2004    | Sagrado    |
| 16 | Naomi Monney    | S     | 3 maggio 2005    | Avanta     |

## Messico
| N° | Nome                 | Ruolo | Data di nascita   | Squadra         |
| -- | -------------------- | ----- | ----------------- | --------------- |
| -  | Claudio Torres       | All   |                   | -               |
| 3  | Sashiko Sanay        | P     | 13 maggio 1995    | Virtus León     |
| 4  | Fernanda Rodríguez   | O     | 23 giugno 1997    | Nuevo León      |
| 6  | Jocelyn Rodríguez    | L     | 16 settembre 1995 | CSU Fresno      |
| 7  | Yarenia Gutiérrez    | O     | 13 gennaio 1998   | Colima          |
| 11 | Fernanda Bañuelos    | S     | 19 marzo 1997     | Baja California |
| 13 | Kathya García        | S     | 6 marzo 1998      | Chihuahua       |
| 15 | Patricia Valle       | C     | 31 maggio 1996    | Baja California |
| 16 | Kitzia Corrales      | C     | 12 febbraio 1996  | Sinaloa         |
| 17 | Karina Flores        | C     | 16 agosto 1998    | Tigrillas UANL  |
| 18 | Alondra Amaro        | C     | 9 giugno 1998     | Durango         |
| 19 | Alejandra Segura     | S     | 9 novembre 1993   | Nuevo León      |
| 22 | María Elena Aguilera | P     | 8 giugno 1997     | Nuevo León      |

## Perù
| N° | Nome                | Ruolo | Data di nascita   | Squadra          |
| -- | ------------------- | ----- | ----------------- | ---------------- |
| -  | Francisco Hervás    | All   | 7 marzo 1962      | -                |
| 1  | Angélica Aquino     | S     | 10 agosto 1990    | Regatas Lima     |
| 3  | Brenda Uribe        | O     | 11 dicembre 1993  | Alianza Lima     |
| 4  | Maricarmen Guerrero | C     | 17 gennaio 1999   | San Martín       |
| 5  | Vanessa Palacios    | L     | 3 luglio 1984     | Marcq-en-Barœul  |
| 6  | Alexandra Muñoz     | P     | 16 agosto 1992    | César Vallejo    |
| 8  | Maguilaura Frías    | O     | 18 maggio 1997    | San Martín       |
| 10 | Zoila La Rosa       | P     | 31 maggio 1990    | Marcq-en-Barœul  |
| 11 | Clarivett Yllescas  | C     | 11 agosto 1993    | Marcq-en-Barœul  |
| 12 | Ángela Leyva        | S     | 22 novembre 1996  | Osasco           |
| 15 | Karla Ortiz         | S     | 20 ottobre 1991   | Regatas Lima     |
| 16 | Leslie Leyva        | S     | 6 dicembre 1998   | San Martín       |
| 20 | Diana de la Peña    | C     | 7 giugno 1999     | Sporting Cristal |
| 21 | Esmeralda Sánchez   | L     | 1º settembre 1998 | Alianza Lima     |
| 23 | Thaisa Mc Leod      | O     | 1º gennaio 2002   | Sporting Cristal |

## Porto Rico
| N° | Nome              | Ruolo | Data di nascita   | Squadra                   |
| -- | ----------------- | ----- | ----------------- | ------------------------- |
| -  | José Mieles       | All   |                   | Indias de Mayagüez        |
| 7  | Stephanie Enright | S     | 15 dicembre 1990  | Türk Hava Yolları         |
| 8  | Paola Rojas       | C     | 26 gennaio 1996   | Changas de Naranjito      |
| 9  | Áurea Cruz        | S     | 10 gennaio 1982   | Cuneo Granda              |
| 12 | Neira Ortiz       | C     | 6 luglio 1993     | Polluelas de Aibonito     |
| 14 | Natalia Valentín  | P     | 12 settembre 1989 | Llaneras de Toa Baja      |
| 15 | Wilmarie Rivera   | P     | 14 febbraio 1997  | Amazonas de Trujillo Alto |
| 16 | Génesis Collazo   | O     | 4 ottobre 1992    | Llaneras de Toa Baja      |
| 17 | Paulina Prieto    | O     | 25 gennaio 1994   | Valencianas de Juncos     |
| 19 | Ana Sofía Jusino  | C     | 5 gennaio 1994    | Criollas de Caguas        |
| 21 | Pilar Victoriá    | S     | 11 ottobre 1995   | Criollas de Caguas        |
| 23 | Nomaris Vélez     | L     | 11 giugno 1993    | Indias de Mayagüez        |
| 25 | Sofía Victoriá    | S     | 3 maggio 2002     | Colegio Notre Dame        |

## Rep. Dominicana
| N° | Nome                  | Ruolo | Data di nascita   | Squadra           |
| -- | --------------------- | ----- | ----------------- | ----------------- |
| -  | Marcos Kwiek          | All   | 18 luglio 1967    |                   |
| 1  | Annerys Vargas        | C     | 7 agosto 1981     | Caribeñas         |
| 3  | Lisvel Eve            | C     | 10 settembre 1991 | Deportivo Géminis |
| 6  | Camil Domínguez       | P     | 7 dicembre 1991   | Caribeñas         |
| 7  | Niverka Marte         | P     | 19 ottobre 1990   | Deportivo Géminis |
| 8  | Cándida Arias         | C     | 11 marzo 1992     | Caribeñas         |
| 11 | Marifranchi Rodríguez | C     | 29 agosto 1990    | Cristo Rey        |
| 14 | Prisilla Rivera       | S     | 29 dicembre 1984  | Guerreras         |
| 16 | Yonkaira Peña         | S     | 10 maggio 1993    | Rio de Janeiro    |
| 17 | Gina Mambrú           | O     | 21 gennaio 1986   | Cristo Rey        |
| 18 | Bethania de la Cruz   | S     | 13 maggio 1987    | Jakarta Pertamina |
| 20 | Brayelin Martínez     | S     | 11 settembre 1996 | Aydın BB          |
| 23 | Gaila González        | O     | 25 giugno 1997    | Aydın BB          |
| 24 | Vielka Peralta        | S     | 13 aprile 1999    | Caribeñas         |
| 25 | Larysmer Martínez     | L     | 18 ottobre 1996   | Guerreras         |

## Stati Uniti
| N° | Nome                 | Ruolo | Data di nascita   | Squadra       |
| -- | -------------------- | ----- | ----------------- | ------------- |
| -  | Robert Browning      | All   |                   | Saint Mary's  |
| 1  | Micha Hancock        | P     | 10 novembre 1992  | Pro Victoria  |
| 2  | Kathryn Plummer      | S     | 16 ottobre 1998   | Stanford      |
| 4  | Justine Wong-Orantes | L     | 6 ottobre 1995    | -             |
| 5  | Rachael Adams        | C     | 3 giugno 1990     | Pro Victoria  |
| 9  | Madison Kingdon      | S     | 20 aprile 1993    | Beijing       |
| 10 | Gabrielle Curry      | L     | 12 settembre 1998 | Kentucky      |
| 11 | Madison Lilley       | P     | 15 aprile 1999    | Kentucky      |
| 15 | Veronica Jones       | S     | 20 gennaio 1997   | Brigham Young |
| 16 | Danielle Cuttino     | O     | 22 giugno 1996    | Casalmaggiore |
| 19 | Hannah Tapp          | C     | 21 giugno 1995    | Bergamo       |
| 20 | Brionne Butler       | C     | 29 gennaio 1999   | Texas         |
| 22 | Kadie Rolfzen        | S     | 25 agosto 1994    | Henan         |
| 24 | Jenna Rosenthal      | C     | 14 maggio 1996    | Viesti Salo   |
| 25 | Karsta Lowe          | O     | 2 febbraio 1993   | Imoco         |

## Trinidad e Tobago
| N° | Nome                 | Ruolo | Data di nascita  | Squadra         |
| -- | -------------------- | ----- | ---------------- | --------------- |
| -  | Francisco Cruz       | All   |                  | -               |
| 7  | Kiune Fletcher       | O     | 14 maggio 2002   | West Side Stars |
| 8  | Darlene Ramdin       | S     | 5 agosto 1989    | Glamorgan       |
| 9  | Rayquelle Dickson    | P     | 22 ottobre 2001  | Big Sepos       |
| 11 | Afesha Olton         | L     | 22 maggio 1992   | UTT             |
| 14 | Kaylon Cruickshank   | C     | 9 luglio 1998    | Glamorgan       |
| 15 | Sheri Thackoorcharan | P     | 16 dicembre 1993 | La Cura         |
| 17 | Hannah Floyd         | O     | 26 aprile 1997   | UTT             |
| 18 | Shanelle Jordan      | S     | 18 ottobre 1992  | La Cura         |
| 20 | Shernice De Four     | S     | 16 luglio 1994   | UTT             |
| 21 | Afiya Alexander      | C     | 15 aprile 2001   | UTT             |
| 24 | Destiny Leon         | C     | 2 giugno 1999    | Technocrats     |
| 25 | Danielle Noel        | S     | 8 dicembre 1998  | UTT             |